# Bier (Familienname)
Bier ist ein deutscher Familienname.

## Herkunft und Bedeutung
Bier ist ein indirekter Berufsname für einen Brauer oder Wirt.

## Namensträger
- Amaury Bier (* 1930), brasilianischer Diplomat
- Angelika Bier (Angelika Kuntz; * 1952), deutsche Medizinerin
- August Bier (1861–1949), deutscher Chirurg und Forstmann
- Bartholomäus Bier (vor 1534–um 1578), deutscher Kommunalpolitiker, Bürgermeister Spandaus
- Christian Bier (* 1968), österreichischer Fußballspieler
- Elisabeth Bier (1888–1957), deutsche Widerstandskämpferin und Mitglied der KPD
- Ernst Bier (* 1951), deutscher Jazzschlagzeuger
- Georg Bier (* 1959), deutscher römisch-katholischer Theologe und Kirchenrechtler
- Gerda Bier (* 1943), deutsche Bildhauerin und Objektkünstlerin
- Helmut Bier (* 1936), deutscher Architekt
- Henning Bier (1957–2018), deutscher Mediziner und Hochschullehrer
- Hermann Bier (1882–1946), Historiker und Archivar
- Hermann Jakob Bier (1885–1943), deutscher Jurist und stellvertretender Regierungspräsident von Köln, siehe Liste der Stolpersteine im Kölner Stadtteil Neustadt-Nord
- Jesse Bier (* 1925), US-amerikanischer Schriftsteller und Literaturprofessor
- Jürgen Bier (1943–2007), deutscher Mund-, Kiefer- und Gesichtschirurg
- Justus Bier (1899–1990), deutscher Kunsthistoriker
- Karlheinz Bier (1925–1969), deutscher Entomologe und Zoologe
- Kay Bier (* 1995), Schweizer Unihockeyspieler
- Richard Bier (* 1982), eigentlich Patrick Portnicki, deutscher Schlagersänger, siehe Bierkapitän
- Rolf Bier (* 1960), deutscher Bildender Künstler und Kunstwissenschaftler
- Susanne Bier (* 1960), dänische Regisseurin
- Willi Bier (1919–1981), deutscher Maler, Grafiker und Karikaturist
- Woldemar Bier (1840–1906), deutscher Turner und Herausgeber der Zeitschrift Der Turner aus Sachsen
- Wolfgang Bier (Künstler) (1943–1998), deutscher Bildhauer, Maler, Graphiker und Keramiker
- Wolfgang Bier (Jurist) (* 1955), deutscher Jurist, ehemaliger Vorsitzender Richter am Bundesverwaltungsgericht